# Lismajoki (vattendrag, lat 68,35, long 25,52)
Lismajoki är ett vattendrag i Finland.   Det ligger i landskapet Lappland, i den norra delen av landet, 900 km norr om huvudstaden Helsingfors.